# Khalajs
Els khalajs són un poble turcman que viu a l'Iran principalment a la província de Markazi.
Al segle vi una crònica siríaca parla dels kholiatai, que podrien ser restes de tribus heftalites; Zemarcos, enviat romà d'Orient al kanat dels Turcs occidentals (568) els distingeix dels turcs, encara que s'haurien turquisat. Al-Khwarizmí, funcionari samànida, també els considera (junt als kanjina) com descendents dels heftalites. Els khalajs són esmentats com turcs per Ibn Khurradadhbih al segle x, que diu que vivien més enllà del Sirdarià a la regió de Talas, al costat dels karlucs, però la informa entra en contradiccions que la fan poc fiable. La similitud entre khaladj i kallukh (karluc) fa difícil determinar la veritat. Yaqub ibn al-Layth va morir el 879 després de derrotar el zunbil de Zamindawar i sotmetre als khalaj (al-khaladjiyya) i als habitants de Zabulistan, la qual cosa vol dir que vivien a l'Afganistan entre Gazni i Zamindawar. Després de ser vassalls samànides van quedar sotmesos als emirs/sultans gaznèvides.
El 1040 es van revoltar contra Massud I ibn Mahmud i aquest va enviar una expedició de càstig. Progressivament una part dels khalajs es van convertir en membres de la tribu afganesa dels gilzay (ghilzay o ghalzay). El sultà gúrida Ghiyath al-Din Mahmud de Firuzkuh va arribar al poder el 1206 amb el suport dels khalajs. Durant la invasió mongola del 1221 molts khalajs es van unir als mongols però altres van seguir a Sayf al-Din Ighrak que va formar un efímer estat independent a la vall de Kabul. Molts khalajs van anar llavors a l'Índia i van servir als sultans de Delhi, a l'occident de l'Índia i fins a Bengala; els seus membres foren anomenats khaljis i van fundar una dinastia a Delhi que va governar del 1290 al 1320, i altres dinasties en diversos llocs com Malwa. No obstant el seu origen turc, foren considerats afganesos.
Una part dels khalaj va romandre a Afganistan; al segle xiv es parla dels khalajs a Abiward al Khurasan septentrional, que s'hi haurien establert el segle xiii durant les lluites entre gúrides i Coràsmia. Una tribu uzbeka identificada pels russos al segle xix amb el nom de Galači, tindria origen en els khalaj. Altres grups khalaj són assenyalats a Kirman i Fars i fins i tot a l'Azerbaidjan i Anatòlia. Un territori de la Pèrsia occidental, la regió muntanyosa al sud-oest de Teheran en direcció a Hamadan porta el nom tradicional de Khalajistan; especialment viuen als districtes (shahristans) de Sawa i Arak a la província (ustan) de Markazi, i en els territoris propers incloent alguns habitats per bakhtiyaris a les muntanyes centrals dels Zagros. Parlen la llengua khalaj